# كيملاين (أنغلزي)
كيملاين (بالإنجليزية: Cemlyn)‏ هي قرية تقع في المملكة المتحدة في ويلز.